# نورديا
بنك نورديا، يشار إليها عمومًا باللغة الرسمية لها باسم (Nordea)، وهي مجموعة خدمات مالية أوروبية تعمل في شمال أوروبا ومقرها في هلسنكي، فنلندا. يأتي اسم «نورديا» من تجميع الكلمتين باللغة الفنلندية «الشمال» و «الأفكار». كان البنك نتيجة لعمليات الاندماج والاستحواذ المتعاقبة للبنوك الفنلندية والسويدية والدنماركية والنرويجية لبنك مريتا ونوردبنكن ويونيدنمارك وكريستينا بنك أوج كريدتكاس التي تمت بين عامي 1997 و2001. تعتبر بلدان الشمال الأوروبي السوق المحلي لنورديا، بعد أن أنهت مبيعات عملياتها في منطقة البلطيق في عام 2019  أكبر مساهم في نورديا هي شركة سامبو، وهي شركة تأمين فنلندية تمتلك 15.9٪ من الأسهم. نورديا مدرجة في بورصات ناسداك نورديك في هلسنكي وكوبنهاغن وستوكهولم ونورديا أيه أي دي مدرجة في الولايات المتحدة.
تخدم نورديا 9.3 مليون عميل من القطاع الخاص و 530.000 من عملاء الشركات النشطين، بما في ذلك 2650 شركة ومؤسسة كبيرة. تتوزع محفظة نورديا الائتمانية عبر فنلندا (21٪) والدنمارك (26٪) والنرويج (21٪) والسويد (30٪). هناك أربعة مجالات عمل (BAs) في نورديا، والخدمات المصرفية الشخصية، والخدمات المصرفية للأعمال، والشركات والمؤسسات الكبرى، وإدارة الأصول والثروات. بلغت الأصول الخاضعة للإدارة (AUM) 325 مليار يورو حتى ديسمبر 2019.

## روابط خارجية
- الموقع الرسمي
- ياهو! - ملف شركة نورديا بنك أيه بي